# ژان فیلیپ واسال
ژان فیلیپ واسال (به فرانسوی: Jean-Philippe Vassal) معمار و استاد دانشگاه فرانسوی است. او به همراه آن لاکاتون دفتر معماری «لاکاتون و واسال» را اداره می‌کند. این زوج به‌طور مشترک در سال ۲۰۲۱ جایزه معماری پریتزکر را دریافت کردند.

## زندگی‌نامه
واسال در سال ۱۹۵۴ در شهر کازابلانکای مراکش تحت حمایت فرانسه متولد شد.
او در سال ۱۹۸۰ از مدرسه ملی معماری بوردو فارغ‌التحصیل شد.
پس از فارغ‌التحصیلی، به مدت پنج سال در کشور نیجر به عنوان معمار و برنامه‌ریز شهری مشغول کار بود.
در آنجا با آن لاکاتون آشنا شد.

## فعالیت‌های معماری
در سال ۱۹۸۷، لاکاتون و واسال دفتر معماری خود را تأسیس کردند. این دفتر که بدواً در شهر بوردو مستقر بود، در سال ۲۰۰۰ به پاریس نقل مکان کرد. فعالیت‌های لاکاتون و واسال عمدتاً بر ساخت و ساز کم هزینه متمرکز است.

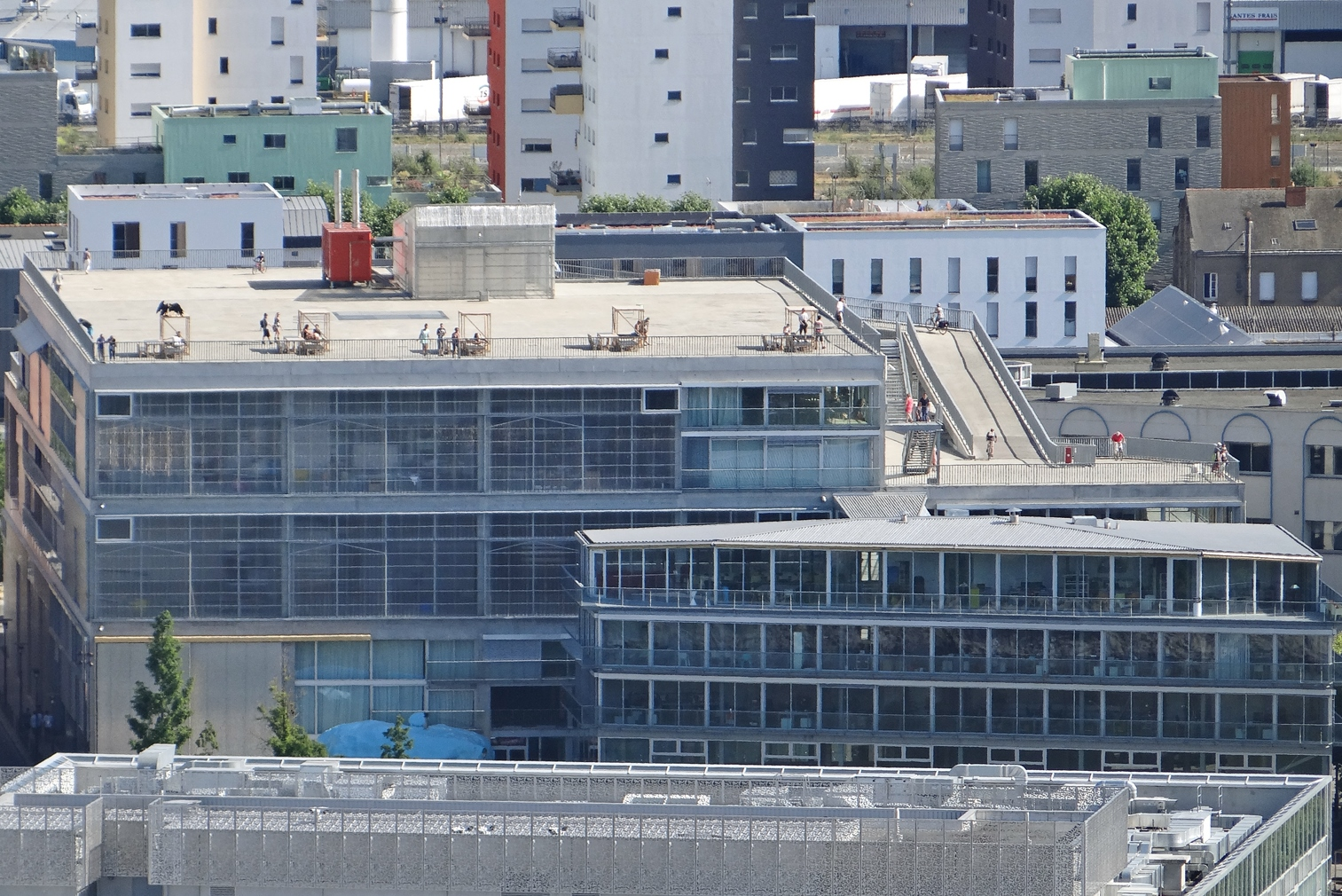
دانشکده معماری، نانت

واسال در دانشگاه هنر برلین مشغول به تدریس است.
واسال به همراه لاکاتون در سال ۲۰۲۱ جایزه معماری پریتزکر دریافت کرد. این زوج پیشتر موفق به دریافت جایزه یک عمر دستاورد در سال ۲۰۱۶ میلادی، جایزه معماری معاصر اتحادیه اروپا در سال ۲۰۱۹ میلادی و جایزهٔ جایزه رولف شوک در سال ۲۰۱۴ شده بودند.

### پروژه‌های شاخص
- بازسازی پروژه ۵۳۰ واحدی گراند پارک (این پروژه، به دلیل بهبود کیفیت فضایی، افزایش سطح زندگی ساکنان آن و همچنین کاهش هزینه‌های اقتصادی و بهینه‌سازی شرایط زیست‌محیطی موفق به دریافت جایزه معماری معاصر اتحادیه اروپا جایزه میس فن در روهه شد)* طراحی ۱۴ مسکن اجتماعی در کُمون مولوز فرانسه در سال ۲۰۰۵ میلادی
- طراحی دانشکده علوم مدیریت در شهر بوردو فرانسه در سال ۲۰۰۸ میلادی
- طراحی آپارتمان ۵۳ واحدی در کُمون سن-نزر فرانسه در سال ۲۰۱۱ میلادی
- طراحی یک مجموعه فرهنگی و تئاتر چندمنظوره در شهر لیل (فرانسه) در سال ۲۰۱۳ میلادی
- طراحی مسکن اجتماعی+دانشجویی در شهر پاریس فرانسه در سال ۲۰۱۳ میلادی
- طراحی مسکن اجتماعی ۵۹ واحدی در کُمون مولوز در سال ۲۰۱۴ میلادی
- طراحی یک ساختمان مسکونی+اداری در شهر ژنو سوئیس در سال ۲۰۲۰ میلادی